# Université nationale de la Patagonie australe
L’Université nationale de la Patagonie australe (en espagnol : Universidad Nacional de la Patagonia Austral, UNPA) est une université publique argentine située à Río Gallegos, dans la province de Santa Cruz. Elle possède également des campus décentralisés dans les villes de Caleta Olivia, Río Turbio et Puerto San Julián.
L'université est fondée par la loi no 24.446 du 23 décembre 1994 et, elle accueillait en 2015 quelque 7 000 étudiants, dont 3 800 sur le campus de Caleta Olivia et 1 700 à Río Gallegos.
Elle est créée à partir du redimensionnement de l'Université nationale du Sud (es), au sein de laquelle avait été fondé en 1962 le premier Centre d’Études Supérieures (transformé par la suite en Institut Universitaire de Santa Cruz). En 1991, l'Université fédérale de la Patagonie australe est fondée, elle obtiendra le statut d'université nationale en 1994.